# 2alfa-idrossitaxano 2-O-benzoiltransferasi
La 2alfa-idrossitaxano 2-O-benzoiltransferasi è un enzima appartenente alla classe delle transferasi, che catalizza la seguente reazione:
benzoil-CoA + 10-deacetil-2-debenzoilbaccatina III ⇄ CoA + 10-deacetilbaccatina III
L'enzima è stato studiato utilizzando il substrato semisintetico 2-debenzoil-7,13-diacetilbaccatina III. Non acila il gruppo idrossido al 1β, 7β, 10β o 13α della 10-deacetil baccatina III, né quelli al 2α o al 5α del taxa-4(20),11-diene-2α,5α-diolo.